# Oasi Castel di Guido
L'oasi Castel di Guido è un'area naturale protetta di Roma, nel XIII Municipio, sita in zona Castel di Guido e ricompresa nella Riserva naturale statale Litorale Romano. È stata istituita nel 1999 ed è gestita dalla Lega Italiana Protezione Uccelli (LIPU) in convenzione con Roma Capitale e l'Azienda agricola Castel di Guido. Al suo interno si trova un sito di importanza comunitaria (SIC) denominato "Macchia Grande di Ponte Galeria" (IT6030025).

## Storia
L'oasi è stata istituita il 1º ottobre 1999 su iniziativa della Lega Italiana Protezione Uccelli (LIPU) in collaborazione con l'assessorato alle politiche ambientali e agricole del Comune di Roma e con l'Azienda agricola Castel di Guido sui terreni della medesima azienda agricola, precedentemente di proprietà del Pio Istituto di Santo Spirito. L'area è divenuta nota per esser stata il punto di partenza del ripopolamento del lupo appenninico (Canis lupus italicus) nell'area di Roma.
Nel gennaio 2014 il centro visite dell'oasi è stato distrutto da un incendio ritenuto di natura dolosa.

## Fauna
La fauna dell'oasi è composta prevalentemente da uccelli, tra cui: averla (Lanius), balestruccio (Delichon urbicum), gruccione (Merops apiaster), nibbio bruno (Milvus migrans), nibbio reale (Milvus milvus), rondine (Hirundo rustica), rondone (Apus apus) e saltimpalo (Saxicola torquatus). Sono presenti inoltre diversi mammiferi, tra cui cinghiali, faine, lepri, lupi e tassi, oltre che la testuggine di Hermann (Testudo hermanni).
Una prima coppia di lupi, formata da due esemplari soprannominati Aurelia e Numa, si è stanziata nell'area dell'oasi intorno al 2014 e ha avuto una prima cucciolata nel 2017. Diversi membri del branco sono ibridi risultanti dall'unione di Aurelia con un ibrido lupo-cane soprannominato Nerone.